# Valentin Schmitt
Valentin Schmitt (* 6. Februar 1885 in Weisbach; † 22. April 1973 ebenda) war ein deutscher Landwirt.
Schmitt gehörte 1946 als Vertreter der Landwirte der Vorläufigen Volksvertretung von Württemberg-Baden an.